# Cathy Dennis
Cathy Dennis (Norwich, Engeland, 25 maart 1969) is een Engelse zangeres en songwriter. Begin jaren 90 bracht ze haar debuut-cd "Move to this" (1991) uit. In Nederland scoorde zij enkele bescheiden hitjes met de nummers "Everybody move" en "Too many walls", terwijl zij in Amerika erg populair werd, mede dankzij een optreden in de populaire televisieserie "Beverly Hills 90210". De opvolgers van "Move to this", "Into the skyline" (1992) en "Am I the kinda girl" (1996), deden in Nederland weinig.
Hoewel zij zelf enkele albums uitbracht, is Cathy Dennis meer invloedrijk door de nummers die ze voor anderen schreef. Een aantal van deze nummers werden grote hits, zij schreef onder andere "Can't Get You Out of My Head" voor Kylie Minogue, Toxic voor Britney Spears en schreef samen met Emma Bunton van de Spice Girls diverse nummers voor haar tweede album "Free me".

## Discografie
- Move to this (1990)
- Into the Skyline (1992)
- Am I the Kinda Girl? (1996)

- Bibsys: 5040743
- Bibliothèque nationale de France: cb13939426q (data)
- Gemeinsame Normdatei: 134658450
- International Standard Name Identifier: 0000 0001 1950 4637
- Library of Congress Control Number: n92020598
- MusicBrainz: aee63f14-ab80-4b37-86e4-d06fe05a898c
- Nationale bibliotheek van Australië: 58648919
- Nationale Bibliotheek van Israël: 987007332263105171
- Nederlandse Thesaurus van Auteursnamen: 102433518
- Virtual International Authority File: 61735971
- WorldCat: E39PBJqQvcVXvBqQgR3cPRmWXd